# 쿱 힘멜블라우

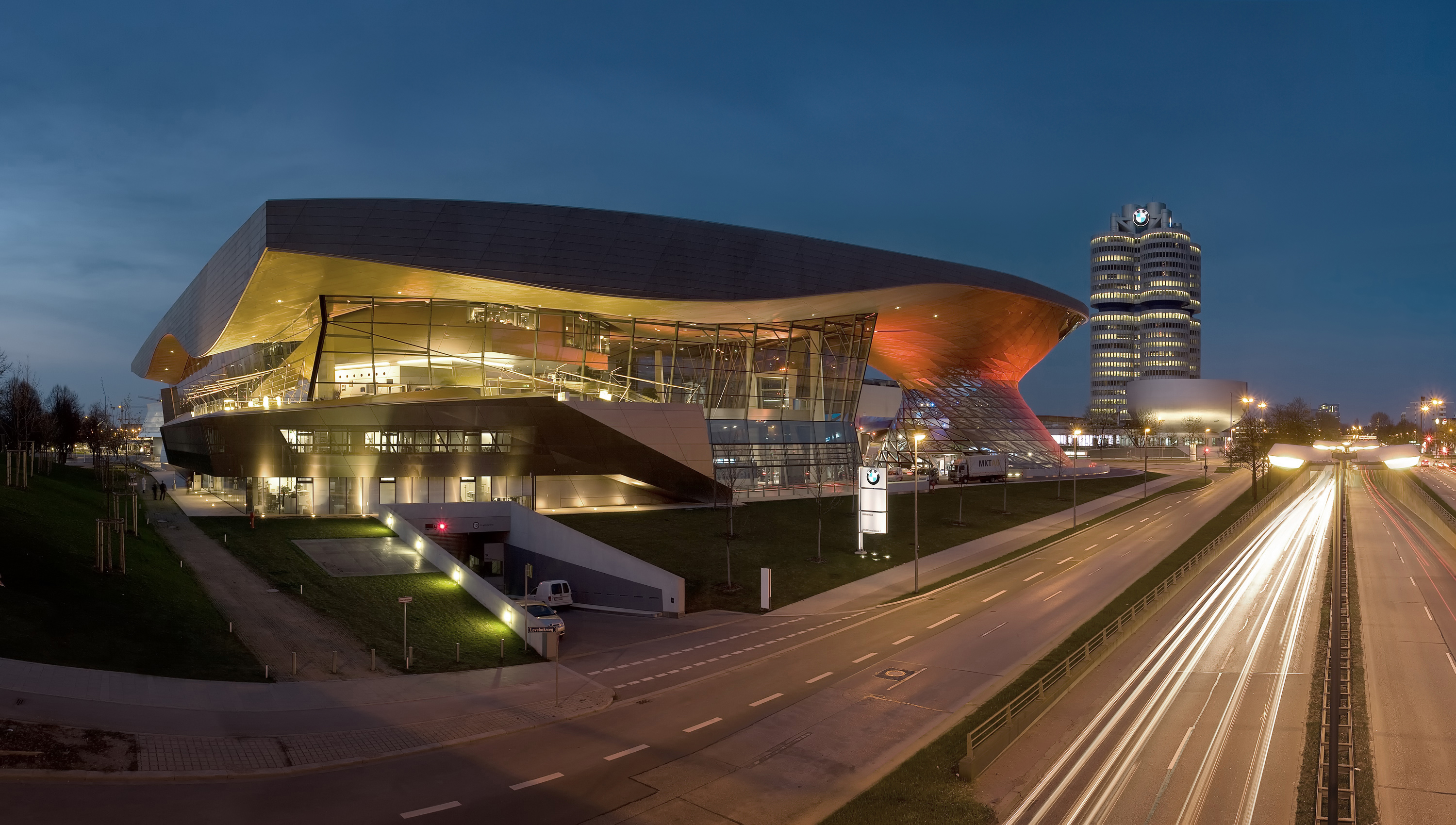
독일 뮌헨에 있는 BMW 벨트

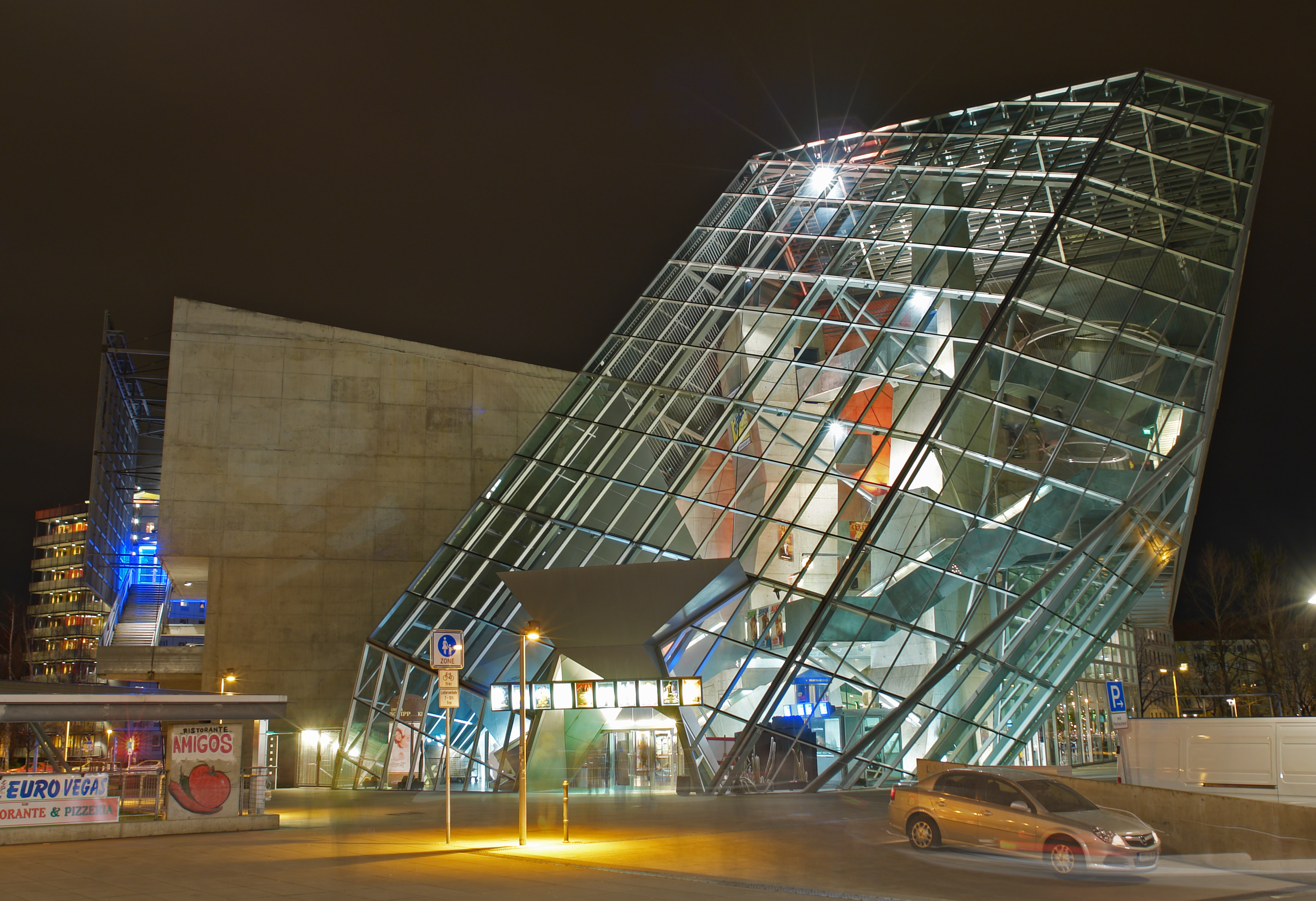
독일 드레스덴 UFA-Palast(다목적극장)

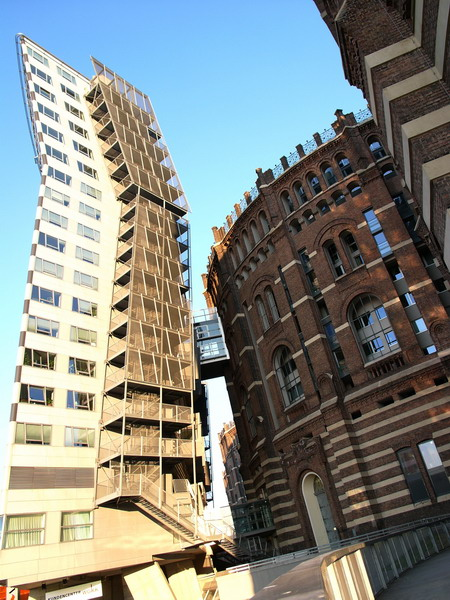
오스트리아 빈에 있는 가스저장소

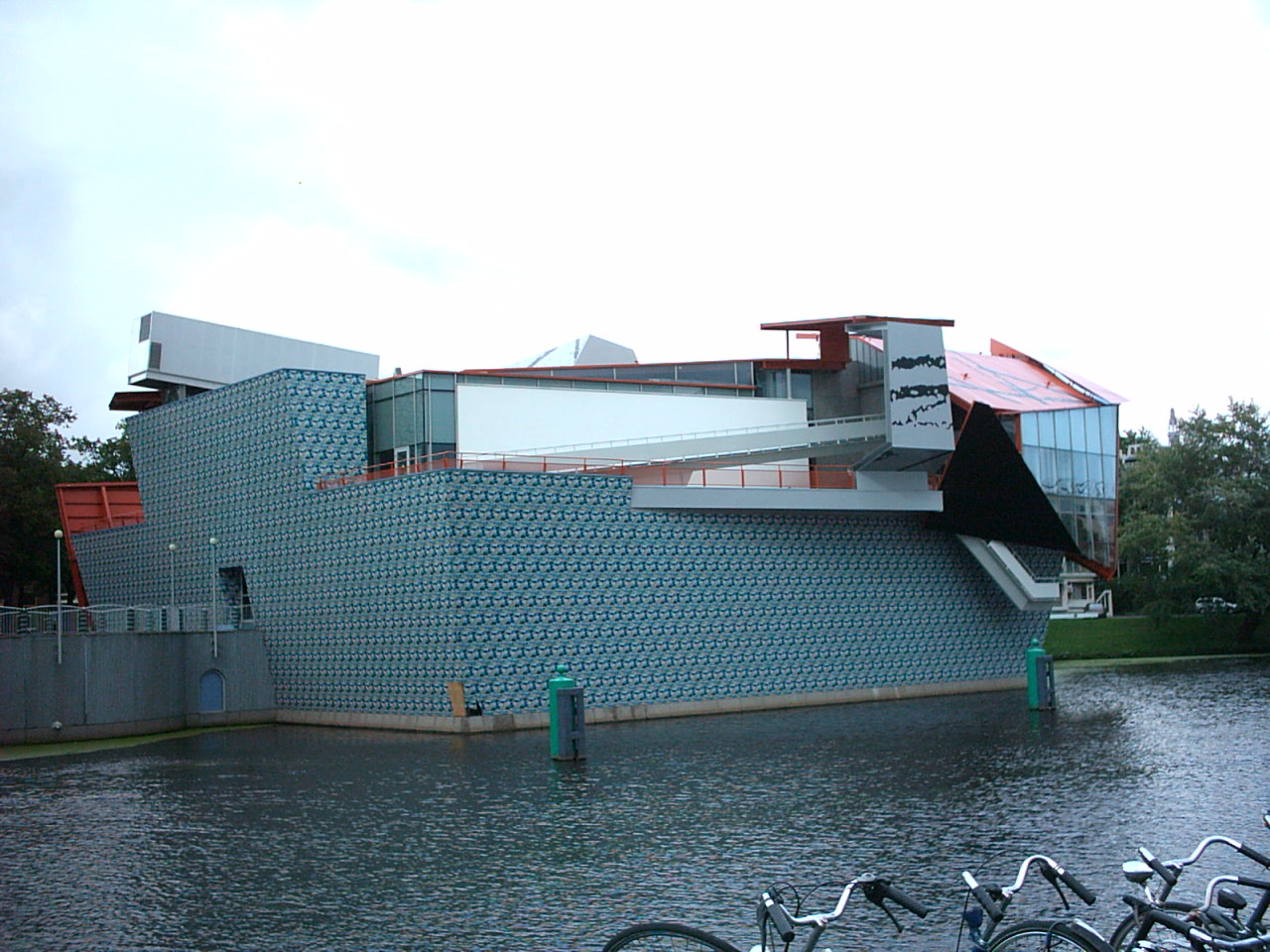
네덜란드 그로닝겐 박물관(Groninger Museum)

쿱 힘멜블라우(독일어: Coop Himmelb(l)au)는 1968년 오스트리아 빈에서 설립된 합동 건축 설계 회사이다. 현재는 미국 로스앤젤레스와 멕시코 과달라하라에도 사무소를 두고 있다. 독일어로 "coop"은 영어의 "co-op"과 비슷한 의미이고, "Himmel"은 하늘을 의미하며 "blau"는 파란색, "bau"는 건축을 의미한다. 따라서, 영어로는 "Blue Heaven Cooperative" 또는 "Sky Building Cooperative"로, 한국어로는 "파란 하늘 합동 회사" 또는 "하늘 건물 합동 회사"로 직역된다. 본 회사는 1988년 미국 뉴욕 현대 미술관에서 열린 "해체주의 건축전"에서 국제적 찬사를 받은 바 있다. 작품은 상업용 건물에서 주거용 프로젝트까지 다양하다.

## 연혁
- 1968년 - 볼프 디터 프릭스(Wolf. D Prix), 헬무트 스비친스키(Helmut Swiczinsky), 미하엘 홀처(Michael Holzer)가 오스트리아 빈에서 설립
- 1971년 - 미하엘 홀처(Michael Holzer) 퇴사
- 1988년 - 미국 로스앤젤레스 사무소 개소
- 2000년 - 맥시코 과달라하라 COOP HIMMELB(L)AU MEX 사무소 개소
- 2006년 - 헬무트 스비친스키(Helmut Swiczinsky) 건강상의 이유로 퇴사

## 주요 프로젝트
- 유럽 중앙은행- 독일 프랑크푸르트(건설중)
- 영화의전당-부산광역시(2008–2011)[1]
- BMW 벨트 - 독일 뮌헨(2001–2007)
- UFA-Palast(다목적극장)- 독일 드레스덴(1993–98)
- 흐로닝언 박물관(Groninger Museum)- 네덜란드(1993–1994)
- 가스저장소 -오스트리아 빈(1999-2001)

## 수상 내역
- 2008년 "영국황실건축사협회유럽상"（RIBA European Awards)- BMW 벨트

## 같이 보기
- 영화의전당